# Pierre Bodelin
Pierre Bodelin, né le 9 juin 1764 à Moulins (Bourbonnais), mort le 14 janvier 1828 à Versailles, est un général français de la Révolution et de l’Empire.

## Biographie
Pierre Bodelin s'engage comme soldat le 1er janvier 1782 au 2e bataillon du régiment Beaujolais-infanterie, 74e de l'arme en 1791, et par embrigadement et amalgame successifs 138e demi-brigade d'infanterie et 61e de ligne. Caporal le 20 août 1791, fourrier le 11 mai 1793, sergent, sergent-major, sous-lieutenant et lieutenant les 6 frimaire, 18 et 20 prairial et 1er thermidor an II, il fait les campagnes de 1792 à l'an II à l'armée du Nord, et reçoit un coup de feu à la main droite au blocus de Landrecies au mois de floréal an II.
Envoyé à l'armée de Sambre-et-Meuse vers la fin de l'an II, il est nommé lieutenant-adjudant-major le 5 ventôse an IV. Dirigé sur l'armée d'Italie, il se distingue à la bataille de Gradisca et au passage de l'Isonzo le 29 ventôse an V, et devient capitaine le 5 fructidor de la même année.
Appelé à faire partie de l'expédition d'Égypte et de Syrie, il assiste aux batailles et aux sièges d'Alexandrie, des Pyramides, de Jaffa et de Saint-Jean-d'Acre, est blessé au bras le 7 thermidor an VII à la bataille d'Aboukir, et d'un second coup de feu à l'épaule le 30 ventôse an IX, près d'Alexandrie. Chef de bataillon le 22 floréal an IX, rentré en France en l'an X, et employé au camp de Bruges, il obtient la croix de la Légion d'honneur le 25 prairial an XII, et fait les campagnes de l'an XIV à 1806 en Autriche et en Prusse.
Passé comme chef de bataillon le 28 octobre 1806 dans les grenadiers à pied de la Garde impériale, il sert en Pologne pendant l'année 1807. En 1808, il suit l'Empereur en Espagne, est créé chevalier de l'Empire le 20 août et est nommé officier de la Légion d'honneur le 16 novembre suivant, et passe en 1809 en Allemagne. Promu major avec rang de colonel aux fusiliers-grenadiers de la Garde le 6 juillet sur le champ de la bataille de Wagram, il retourne en Espagne en 1810.
Créé baron de l'Empire le 11 juin, il quitte la péninsule en 1812, pour se rendre à la Grande Armée en Russie. Élevé au grade de général de brigade le 13 avril 1813, et admis à la retraite le 20 avril, il se retire à Versailles, où il est mort le 14 janvier 1828.

## Armoiries
| Figure | Blasonnement |
|        | Armes du baron Bodelin et de l'Empire, décret du 15 mars 1810, lettres patentes du 11 juin 1810 (Saint-Cloud). Écartelé : au premier d'or, à la cuirasse de sable traversée en pal d'une massue du même, sommée d'un casque aussi de sable ; au deuxième des barons tirés de l'armée ; au troisième de sable à la levrette la tête contournée d'or, tenant de la dextre une épée en pal d'argent et la sénestre appuyée sur un bouclier d'argent chargé en abyme d'une étoile d'azur ; au quatrième, d'azur à la pyramide d'argent maçonnée de sable. Livrées : jaune, rouge, bleu, blanc. |